# Srokowski Dwór
Srokowski Dwór (deutsch Drengfurthshof) ist ein kleiner Ort in der polnischen Woiwodschaft Ermland-Masuren und gehört zur Gmina Srokowo (Landgemeinde Drengfurth) im Powiat Kętrzyński (Kreis Rastenburg).

## Geographische Lage
Srokowski Dwór liegt in der nördlichen Mitte der Woiwodschaft Ermland-Masuren, 19 Kilometer nordöstlich der Kreisstadt Kętrzyn (deutsch Rastenburg).

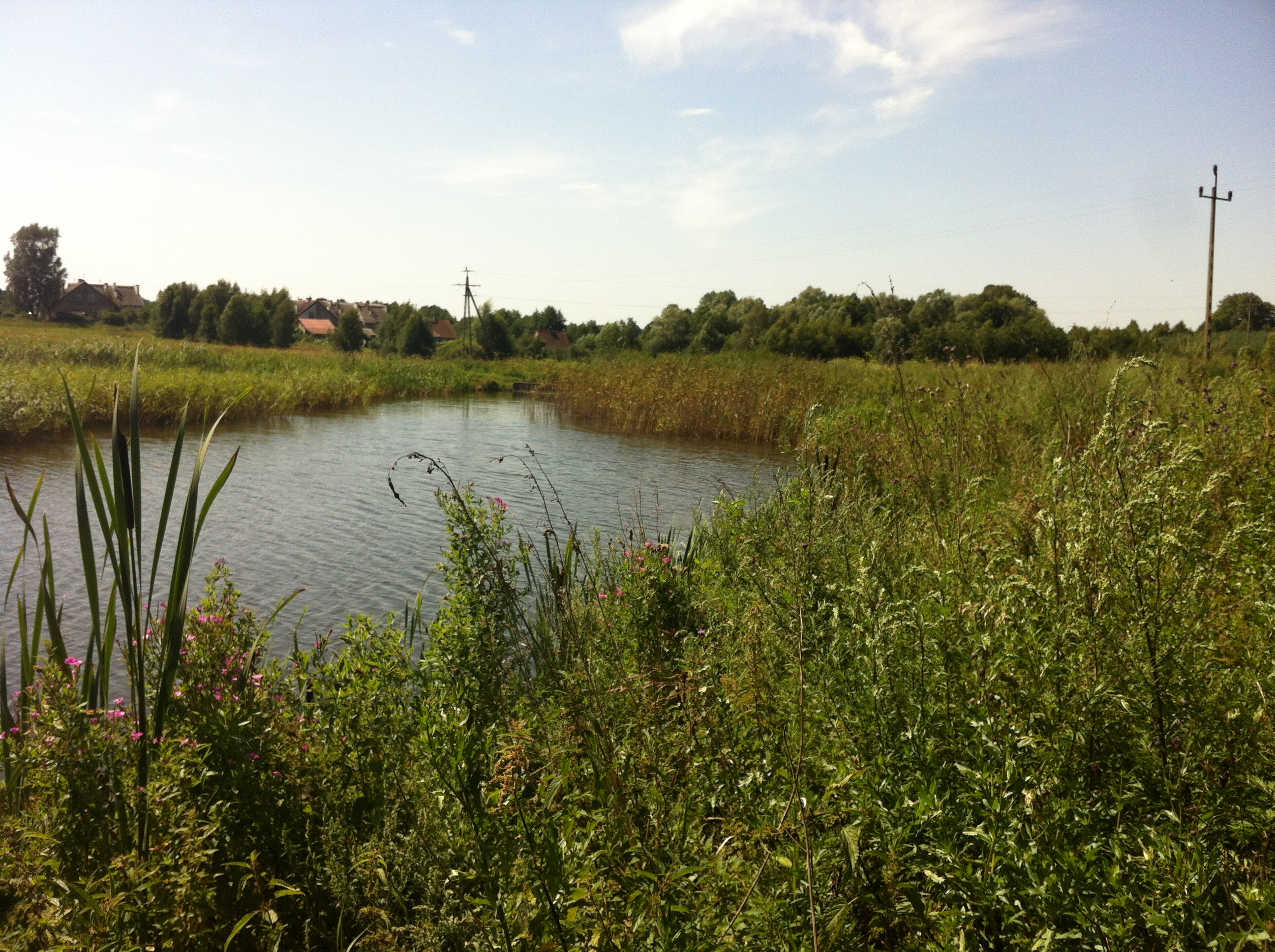
Weiher bei Srokowski Dwór

## Geschichte
Der zunächst Abbau Scheffrahn genannte große Hof wurde am 16. Oktober 1856 als Drengfurtshof gegründet und war bis 1945 ein Wohnplatz der Stadtgemeinde (ab 1935: Stadt) Drengfurth (polnisch Srokowo). Sie gehörte zum Kreis Rastenburg im Regierungsbezirk Königsberg in der preußischen Provinz Ostpreußen. 1885 zählte Drengfurthshof 39, 1905 bereits 51 Einwohner.
Zusammen mit dem gesamten südlichen Ostpreußen wurde Drengfurthshof 1945 in Kriegsfolge an Polen überstellt und erhielt die polnische Namensform „Srokowski Dwór“. Heute ist der Weiler (polnisch Przysiółek) eine Ortschaft im Verbund der Landgemeinde Srokowo im Powiat Kętrzyński, bis 1998 der Woiwodschaft Olsztyn, seither der Woiwodschaft Ermland-Masuren zugehörig.

## Kirche
Bis 1945 war Drengfurthshof in die evangelische Pfarrkirche Drengfurth in der Kirchenprovinz Ostpreußen der Kirche der Altpreußischen Union und in die die katholische Kapelle in Drengfurth versorgende Pfarrei St. Katharina in Rastenburg eingepfarrt.
Heute gehört Srokowski Dwór in Srokowo zur katholischen Pfarrei Heiligkreuz im Erzbistum Ermland und zur evangelischen Kirche dort, jetzt eine Filialkirche der Johanneskirche Kętrzyn in der Diözese Masuren der Evangelisch-Augsburgischen Kirche in Polen.

## Verkehr
Srokowski Dwór liegt an einer Nebenstraße, die von Srokowo (Drengfurth) über Bajory Wielkie (Groß Bajohren, 1938 bis 1945 Großblankenfelde) bis nach Brzeźnica (Birkenfeld) unmittelbar an der polnisch-russischen Staatsgrenze zur Oblast Kaliningrad (Königsberg Gebiet) führt. Eine weitere Nebenstraße, die von Asuny (Assaunen) über Wilczyny (Wolfshagen) in südlicher Richtung verläuft, endet in Srokowski Dwór. Eine Anbindung an den Bahnverkehr besteht nicht.

## Persönlichkeit
- Erich Behrendt (1904–1941), deutscher Politiker (NSDAP)

## Verweise